# San Antonio de Córdoba
San Antonio de Córdoba är en ort i Mexiko.   Den ligger i kommunen Tatatila och delstaten Veracruz, i den sydöstra delen av landet, 210 km öster om huvudstaden Mexico City. San Antonio de Córdoba ligger 2 084 meter över havet och antalet invånare är 391.
Terrängen runt San Antonio de Córdoba är kuperad åt sydost, men åt nordväst är den bergig. Terrängen runt San Antonio de Córdoba sluttar norrut. Runt San Antonio de Córdoba är det ganska tätbefolkat, med 160 invånare per kvadratkilometer. Närmaste större samhälle är Atzalan, 18,0 km nordväst om San Antonio de Córdoba. I omgivningarna runt San Antonio de Córdoba växer i huvudsak blandskog.